# Bulbophyllum sordidum
Bulbophyllum sordidum là một loài phong lan thuộc chi Bulbophyllum.